# Okara, Pakistan
Okara (Punjabi, tiếng Urdu: اوکاڑہ) là một thành phố thủ phủ quận Okara thuộc Punjab, Pakistan. Thành phố có dân số ước tính năm 2010 là 235.454 người. Đây là thành phố lớn thứ 29 quốc gia này. Tên gọi Okara lấy từ Okaan, tên một loài cây, thành phố nằm ở tây nam Lahore.